# More of Old Golden Throat
More of Old Golden Throat es un álbum del cantante country Johnny Cash lanzado en el año 1969. El disco está compuesto de canciones poco conocidas del cantante pero algunas como "You Beat All I Ever Saw" y "Second Honeymoon" alcanzaron los puestos 20 y 15 respectivamente en ventas de country.

## Canciones
1. Bottom of the Mountain – 2:29
(Don McKinnon)
2. You Beat All I Ever Saw – 2:10
(Cash)
3. Put the Sugar to Bed – 2:24
(Cash y Maybelle Carter)
4. Blues for Two – 2:10
(Luther Perkins)
5. Girl in Saskatoon – 2:16
(Cash y Johnny Horton)
6. Time and Time Again – 2:12
(Johnny Cash y June Carter Cash)
7. Jeri and Nina's Melody – 2:44
(Marshall Grant y Perkins)
8. Honky Tonk Girl – 2:00
(Chuck Harding y Hank Thompson)
9. Locomotive Man – 2:50
(Cash)
10. Bandana – 2:15
(Cash)
11. Second Honeymoon – 1:56
(Autry Inman)
12. I'll Remember You – 2:07
(Cash)
13. Wabash Blues – 2:18
(Fred Meinken y Dave Ringle)
14. Lorena – 1:56
(Charlie Williams)
15. Roll Call – 2:27
(B.J. Carnahan)

## Personal
- Johnny Cash - Vocalista
- Luther Perkins - Guitarra
- Johnny Western - Guitarra
- Bob Johnson - Guitarra y mandocello
- Norman Blake - Guitarra y dobro
- Marshall Grant - Bajo
- Buddy Harman - Percusión
- W. S. Holland- Percusión
- Fury Kazak - Percusión
- Floyd Cramer - Piano
- Harold Bradley - Piano
- James Wilson - Piano
- Boots Randolph - Saxofón
- The Anita Kerr Singers - Coristas
- The Carter Family - Coristas

## Posición en listas
Canciones - Billboard (América del Norte)
| Año  | Canción                   | Tabla             | Posición |
| ---- | ------------------------- | ----------------- | -------- |
| 1969 | "Second Honeymoon"        | Canciones Country | 15       |
| 1969 | "Second Honeymoon"        | Canciones Pop     | 79       |
| 1969 | "You Beat All I Ever Saw" | Canciones Country | 20       |